# Nicola Maria Caracciolo
Nicola Maria Caracciolo (Sicilië, 1512 – aldaar, 15 mei 1567) was een Italiaans bisschop op Sicilië. Hij bekleedde de bisschopstroon van Catania (1537-1567) en was concilievader op het Concilie van Trente, de motor van de Contrareformatie. Het vicekoninkrijk Sicilië viel onder Spaans bestuur, formeel onder de Kroon van Aragon.

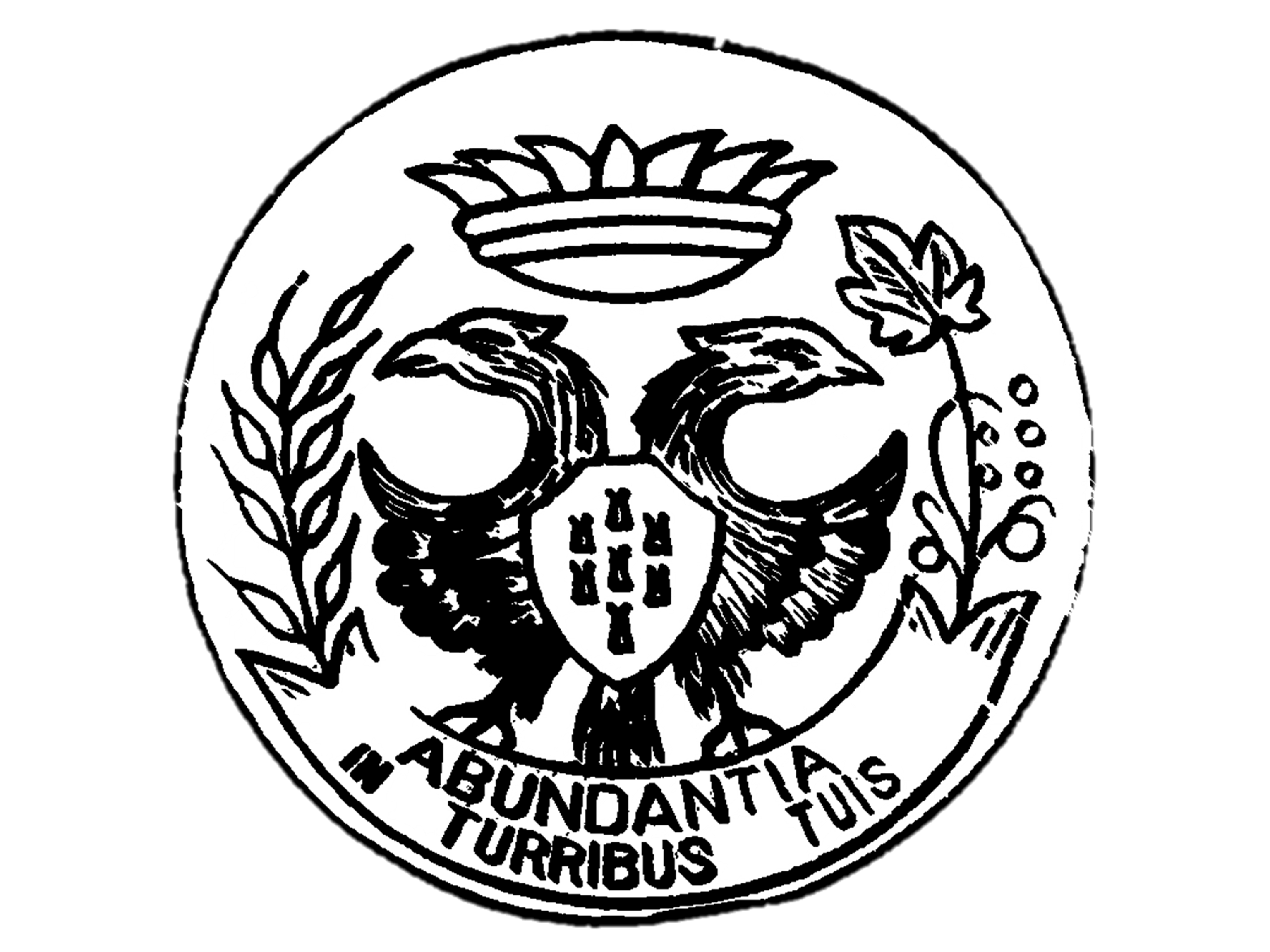
Zegel van het graafschap Mascali

Keizer Karel V, koning van Sicilië, verhief hem tot graaf van Mascali (1540) nabij Catania, met alle bestuurlijk en gerechtelijk gezag dat hierbij hoorde. Na Caracciolo droeg elke bisschop van Catania verder de titel van graaf van Mascali, tot paus Pius XII zulke adellijke titels afschafte in de 20e eeuw; deze titels waren een formaliteit geworden na de eenmaking van Italië in de 19e eeuw.

## Levensloop

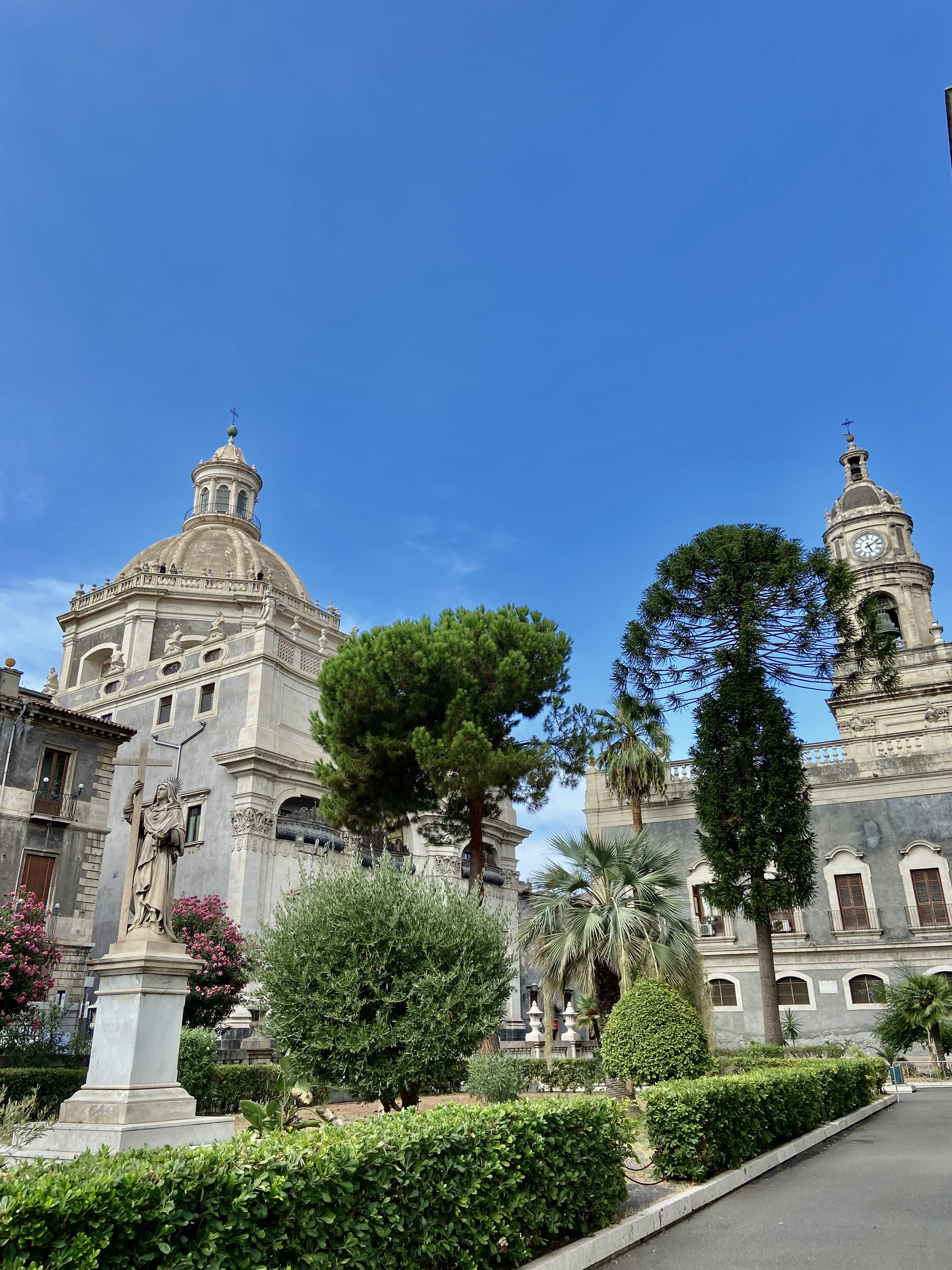
Kathedraal van Catania, Italië

Caracciolo was een zoon van Giovanni Battista Caracciolo, graaf van Gallarate, en van Beatrice Gambacorta. Als jongen trad hij in dienst van paus Paulus III in Rome. Caracciolo werd bevorderd tot kamerheer van Paulus III.
Het bisdom Catania was familiebezit van de Caracciolo’s. Zijn broer Scipio en zijn oom waren al bisschop van Catania geweest. Zijn oom Marino Ascanio Caracciolo was zelfs voor de derde keer bisschop van Catania, tot hij in 1537 de bisschopstroon doorgaf aan zijn neef Nicola Maria Caracciolo, met goedvinden van paus Paulus III. Caracciolo verhuisde naar Catania. Deze werd pas tot bisschop gewijd na zijn 27e verjaardag in 1539. In 1540 nam hij plechtig bezit van de bisschopstroon.
Bisschop Caracciolo hield zich vooral bezig met de kerkelijke rechtbanken. Zijn familie werd onttrokken van elke burgerlijke rechtbank van Spanje. Dit fenomeen werd versterkt door het feit dat keizer Karel V het kerkelijk bezit in Mascali verhief tot graafschap. Als graaf van Mascali bezat Caracciolo de volledige rechtsbevoegdheid, wat zijn familie ten goede kwam. Meer nog, Caracciolo mocht als rechter zetelen in eender welke rechtbank op Sicilië. Bestuurlijk had hij invloed als raadsheer van de Spaanse onderkoning van Sicilië Juan de la Cerda, die hij ook mocht vervangen.
Bisschop Caracciolo had Lutherse sympathieën. Hij onderhield goede relaties met hen. Italiaanse Lutheranen zoals Gian Francesco Alois, die later onthoofd werd voor ketterij, kwamen op bezoek in Catania. Tevens bezat hij geschriften en correspondeerde hij met Lutheranen. Hij pleitte voor “zachtmoedigheid” tegenover afvallige katholieken. 
In 1552 reisde Caracciolo naar Trente voor het Concilie van Trente. Dit deed hij een tweede maal in 1561 doch Caracciolo geraakte nooit in Trente: zeerovers onder leiding van admiraal Dragut schaakten hem tijdens de zeereis van Messina naar Napels. Bisschop Caracciolo werd naar Tripoli gesleept. Het nieuws van de gevangen Caracciolo in Noord-Afrika verspreidde zich over heel Italië. Prelaten zochten het losgeld bijeen. In 1562 ontvingen de piraten het geld en keerde Caracciolo via Messina terug naar Catania.
In de laatste jaren van zijn bestuur hield Caracciolo zich bezig met de uitbouw van een ziekenhuis in Catania. Het moest ongeneeslijk zieken verzorgen. Hij bezorgde het gasthuis kostbare meubels. Na zijn dood in 1567 werd hij begraven in de kathedraal van Catania.